# Монтальдо-Торинезе
Монтальдо-Торинезе (італ. Montaldo Torinese, п'єм. Montàud) — муніципалітет в Італії, у регіоні П'ємонт,  метрополійне місто Турин.
Монтальдо-Торинезе розташоване на відстані близько 520 км на північний захід від Рима, 12 км на схід від Турина.
Населення — 743 особи (2014).
Щорічний фестиваль відбувається 14 травня. Покровитель — святий Віктор.

## Демографія
Населення за роками:

Станом на 1 січня 2023 року в муніципалітеті офіційно проживало 25 іноземців з 12 країн, серед них 10 громадян країн Євросоюзу.

## Сусідні муніципалітети
- Андецено
- К'єрі
- Гассіно-Торинезе
- Марентіно
- Павароло
- Шьольце